# Гулистон (джамоат Тодждорон)
Гулистон (тадж. Гулистон) — село в Хатлонской области Республики Таджикистан. 
Входит в состав джамоата (сельской общины) им. Худойназара Холматова Шахритусского района. Основано в 1982 году.
Находится на расстоянии 2 км от райцентра (пгт. Шахритус) и 2 км от центра джамоата (село Кахрамон).
Название села означает «цветущий край».
Население — 506 чел. (2017).